# Le candele brillavano a Bay Street
Le candele brillavano a Bay Street (Candles on Bay Street) è un film del 2006 diretto da John Erman. Fa parte dell'antologia statunitense Hallmark Hall of Fame.

## Trama
Non durerà tutta la notte;

Ma oh, nemici miei,

e oh, amici miei

Che luce stupenda!»
(Edna St. Vincent Millay)
Dee Dee è una madre single, con la passione per la cera, in particolare per la fabbricazione di candele. Insieme al figlio Trooper, fa ritorno nel Maine, precisamente nella sua città natale, dove incontra tutte le sue vecchie conoscenze e il suo ex marito Sam, sposato ora con la veterinaria Lydie.
Inizialmente rivali, Lydie e Dee Dee instaurano un'amicizia quando quest'ultima le rivela di soffrire di linfoma non Hodgkin che la porterà alla morte e che è tornata nel paese solo per cercare una famiglia che si prendano cura di Trooper.
Prima di morire, il vicinato e gli amici stanno accanto a Dee Dee e la confortano. Una volta deceduta, Sam e Lydie decidono di prendere Trooper.

## Distribuzione

### Messa in onda
- 26 novembre 2006 negli Stati Uniti d'America (Candles on Bay Street)
- 19 dicembre 2007 in Germania (Licht der Hoffnung)
- 24 dicembre 2009 in Finlandia (Toivon kynttilät)
- 25 dicembre 2009 in Svezia
- 1º ottobre 2010 in Ungheria (Gyertyák a Bay Streeten)